# Eleutherascus peruvianus
Eleutherascus peruvianus är en svampart som beskrevs av L.H. Huang 1975. Eleutherascus peruvianus ingår i släktet Eleutherascus och familjen Ascodesmidaceae.   Inga underarter finns listade i Catalogue of Life.